# Perânio, o Ibério
Perânio (em latim: Peranius; m. 554) ou Peranes, conhecido como o Ibério, foi um príncipe georgiano do Reino da Ibéria e um comandante militar a serviço do Império Bizantino sob o imperador Justiniano (r. 527–565).

## Biografia

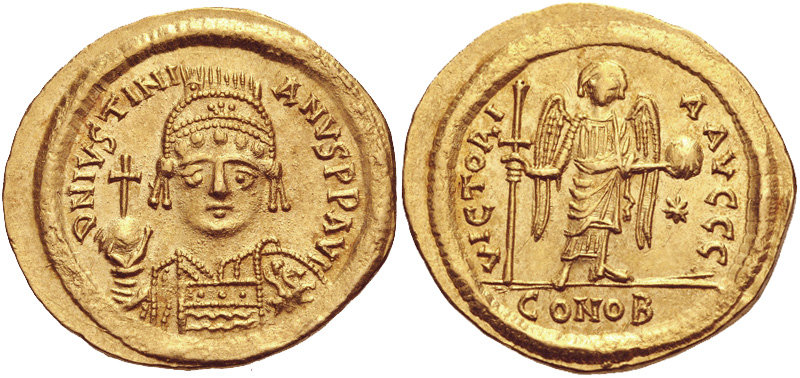
Soldo de Justiniano r.

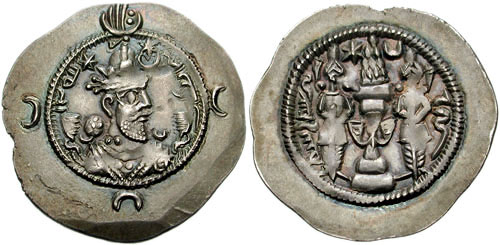
Dracma de r.

De acordo com Procópio, foi o filho mais velho do rei ibérico Gurgenes. Gurgenes pode ser identificado com Vactangue I da Ibéria (r. 447–522) das fontes georgianas; e Perânio pode ter sido seu irmão ao invés de seu filho como sugerido por Procópio. Foi o pai de Pacúrio e tio de Fazas, dois outros generais do exército bizantino. Perânio e sua família fugiram da opressão sassânida na Ibéria para Lázica nos anos 520. Colocaram-se sob proteção bizantina e partiram para Constantinopla onde Perânio juntou-se ao exército imperial.
Depois, em 535, foi nomeado tenente de Belisário na Guerra Gótica e esteve em Roma quando os ostrogodos a sitiaram em 537-538. No cerco, defendeu a Porta Prenestina e liderou um ataque a partir da Porta Salária; ele e o oficial Bessas fizeram os sitiantes se retirarem. Em meados em 538, lançou um cerco em Urbeveto (Urbs Vetus; Orvieto) que caiu no começo de 539. No início dos anos 540, foi transferido à fronteira oriental onde lutou contra forças do Império Sassânida. Em 543, junto dos oficiais Domencíolo, Justo, João e João, o Glutão, partiu à fortaleza de Fiso, próxima de Martirópolis, e depois à fronteira persa; no mesmo ano estes oficiais invadiram Taraunitis e retornaram.
Em 544, foi um dos comandantes que defendeu Edessa de um cerco persa. O xá Cosroes I (r. 531–579), durante o cerco, ordenou a rendição de Perânio e Pedro, uma vez que eram vassalos sassânidas. Quando um contingente persa sob Azaretes ameaçou invadir a cidade através de um dos portões, Perânio liderou reforços de soldados e cidadãos para o local e afastou o perigo. Logo após o fim do cerco de Edessa, Perânio morreu de ferimentos graves sofridos numa queda de seu cavalo enquanto caçava.